# Quai Schoepflin
La quai Schoepflin (en alsacien : Schoepflin Stade) est un quai de Strasbourg qui borde la Grande Île. Dans le prolongement du quai Kellermann, il longe le canal du Faux-Rempart avant de se poursuivre par le quai Lezay-Marnésia à l'est. Il va de la rue de la Nuée-Bleue à la place Broglie. La rue du Fort, la rue de l'Écrevisse, la rue de la Fonderie et la rue des Clarisses y débouchent depuis le sud. Plusieurs ponts franchissent le canal au nord : le pont du Faubourg-de-Pierre, le pont de la Fonderie, le pont du Théâtre.

## Toponymie

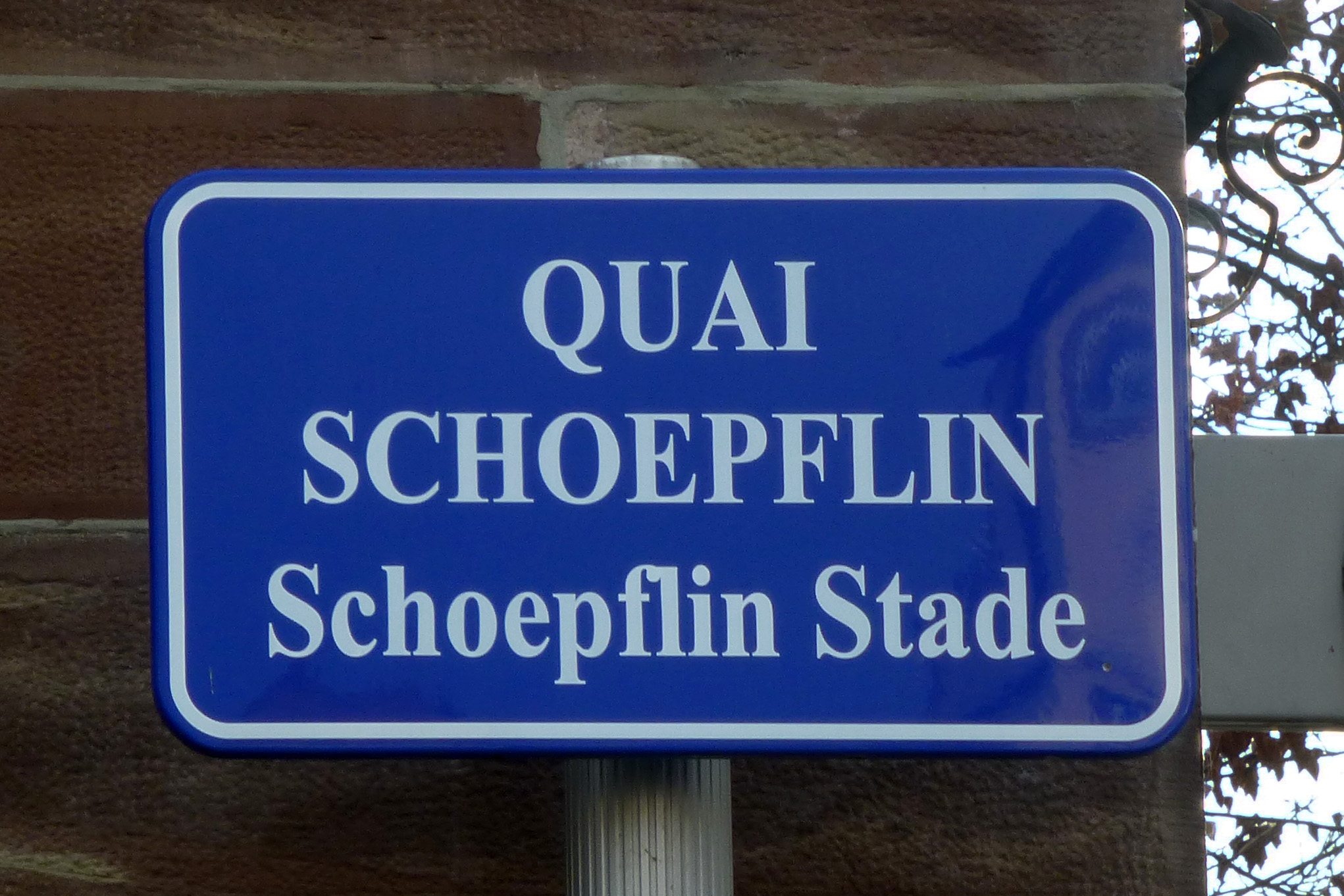
Plaque bilingue, en français et en alsacien.

Le nom du quai varie peu, sauf au moment des deux guerres : Nouveau Quai, rue du Fort (1832), quai Schoepflin (1833, 1918), Schoepflinstaden (1872, 1942) et, à nouveau, quai Schoepflin depuis 1945.
Il doit son nom à Jean-Daniel Schoepflin, professeur à l'université de Strasbourg et historiographe de Louis XV.
Des plaques de rues bilingues, à la fois en français et en alsacien, sont mises en place par la municipalité à partir de 1995. C'est le cas du Schoepflin Stade.

## Histoire
Le quai est établi en 1832, après la démolition des Faux-Remparts.

Représentations d'artistes au XIXe siècle.
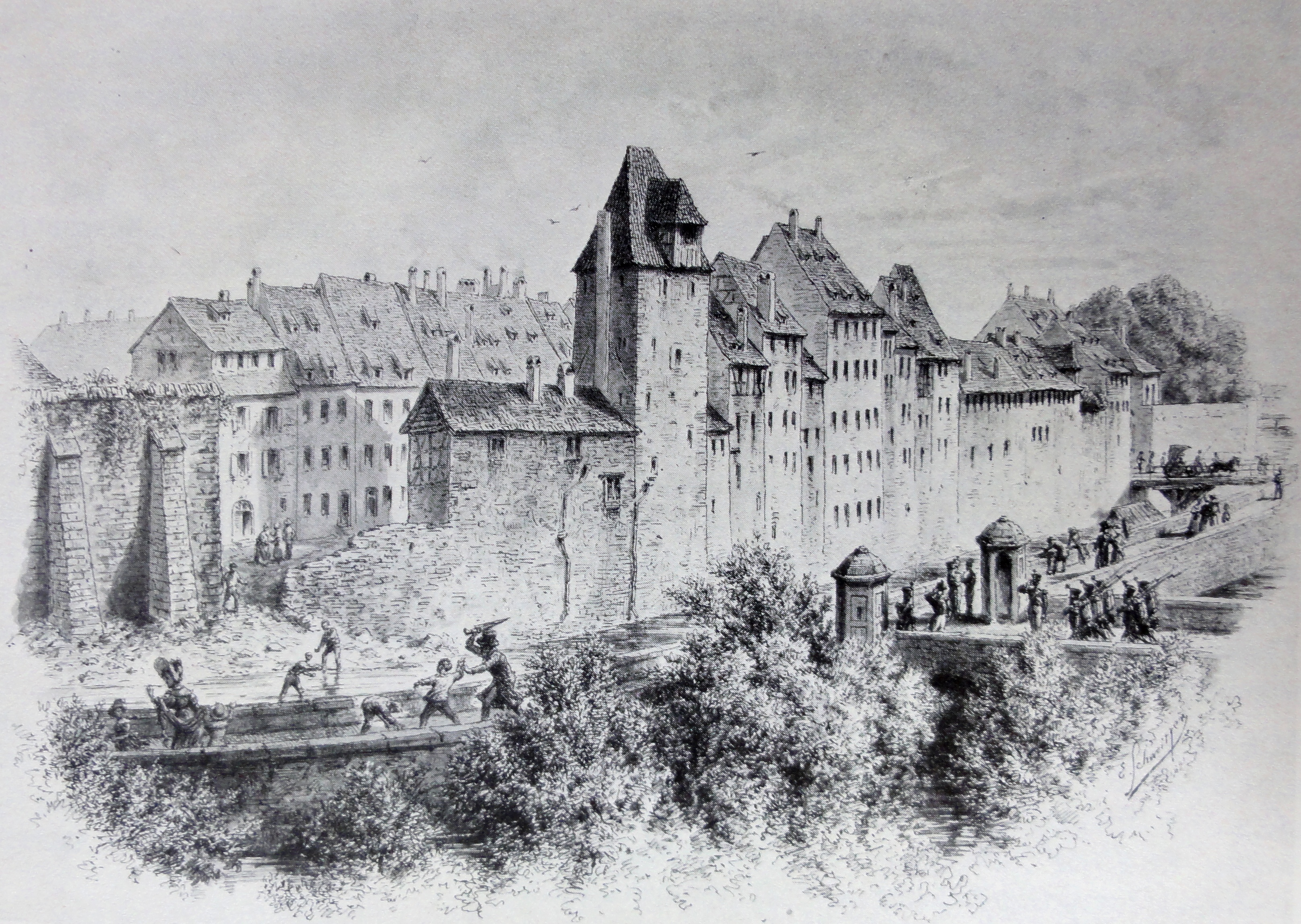
Émile Schweitzer, 1830.
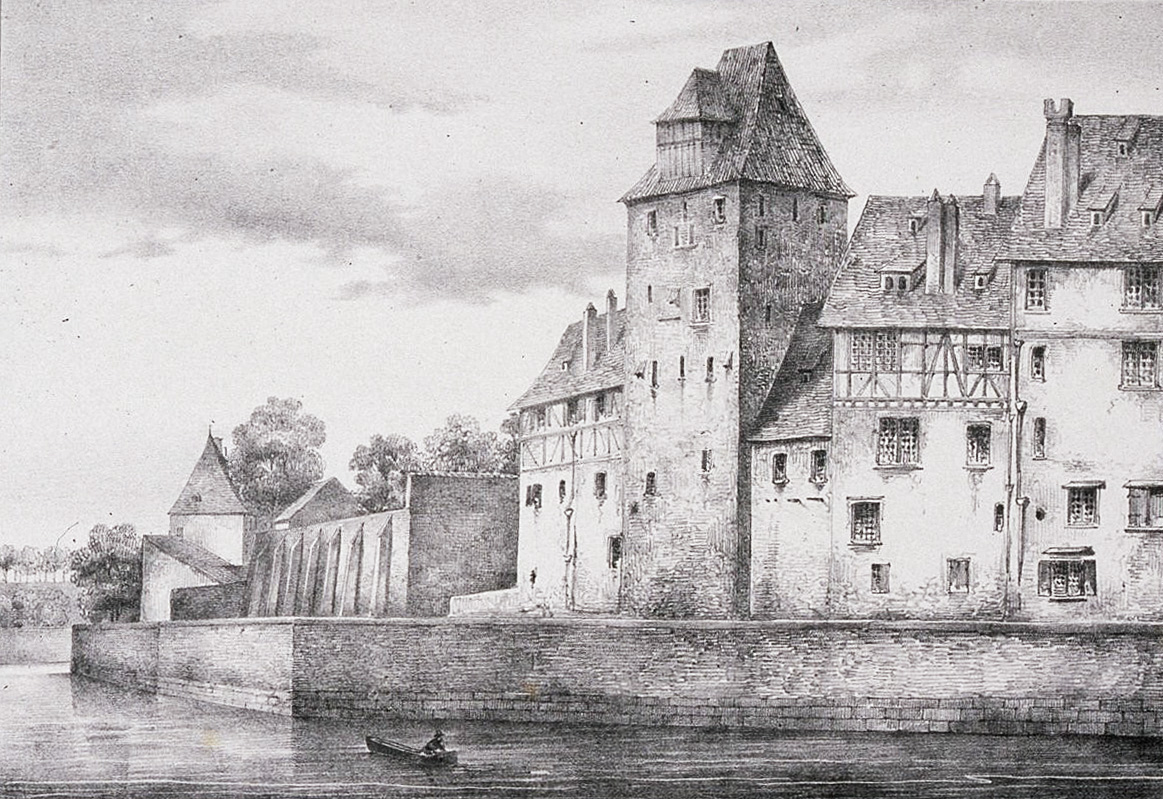
Xavier Sandmann[5], 1840.
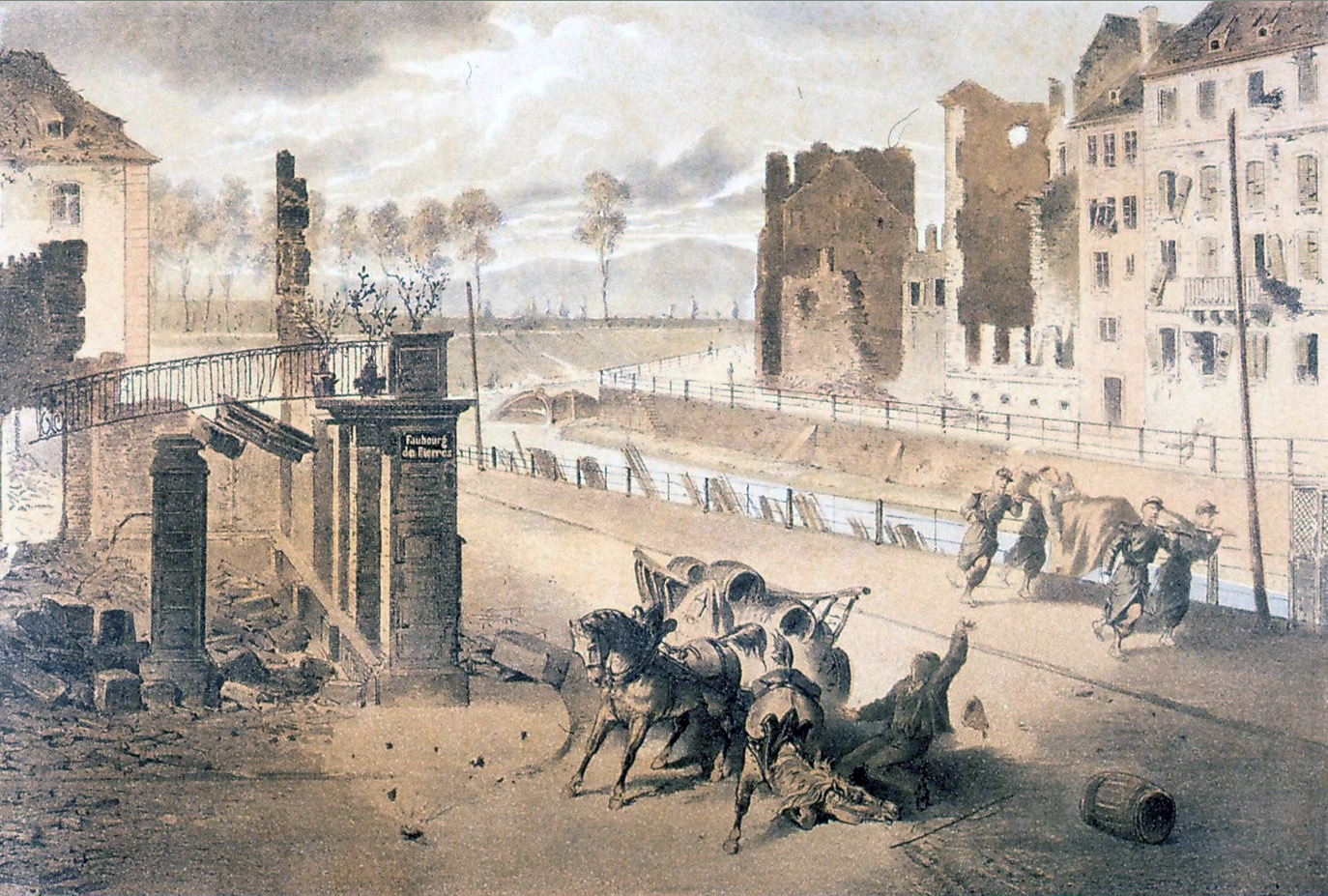
Auguste Munch, 1870.

Le quai au début du XXe siècle.
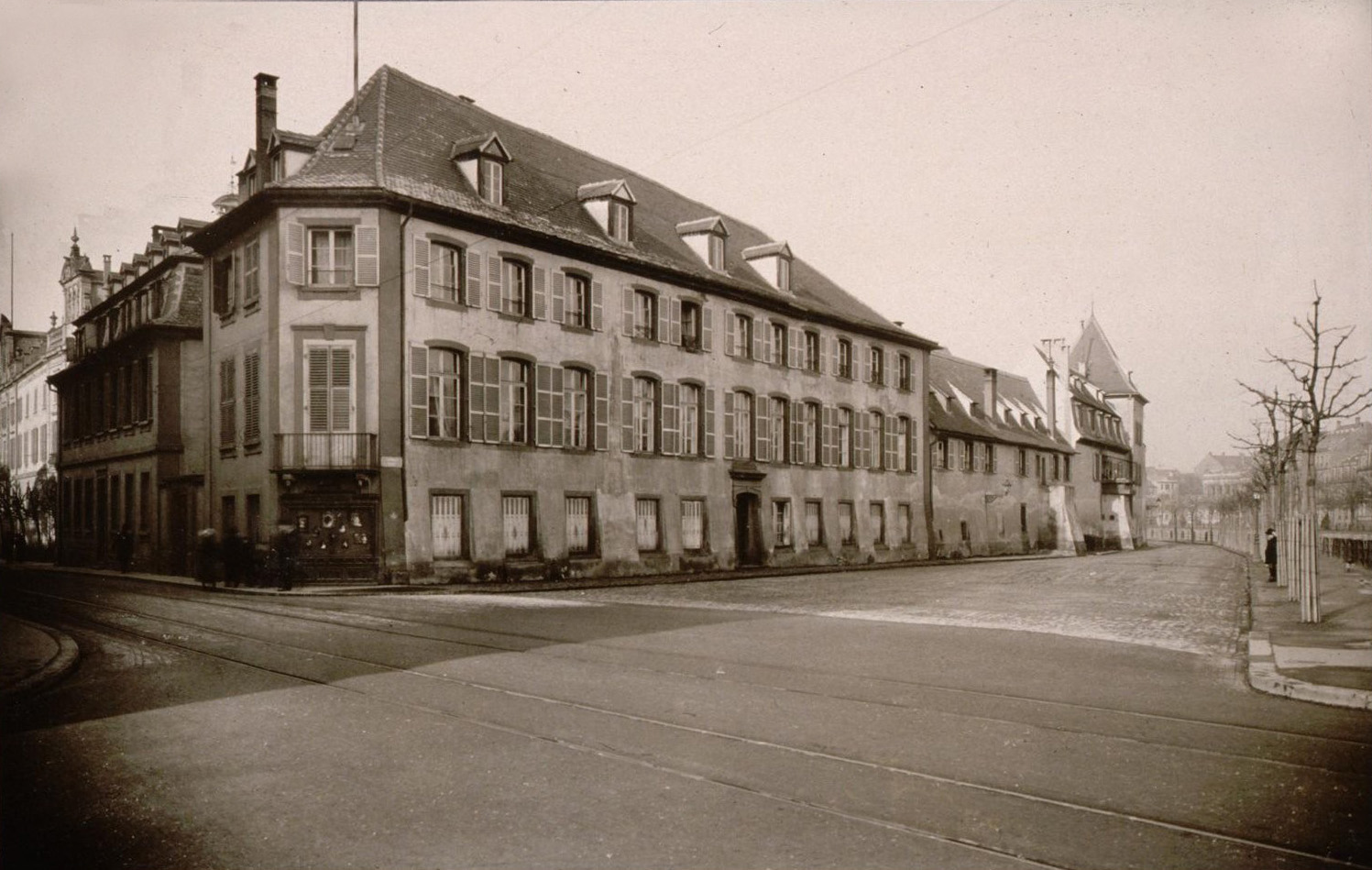
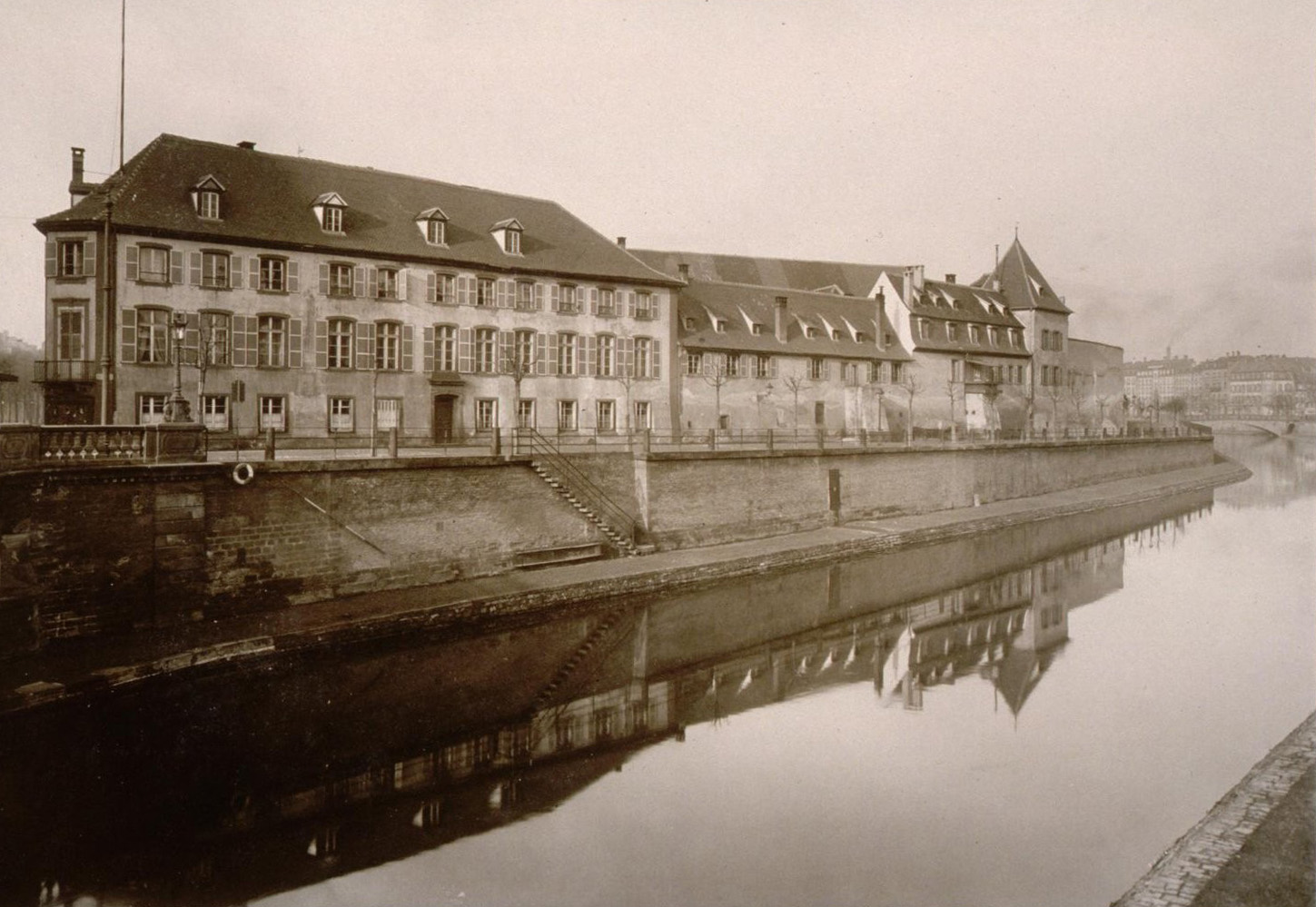
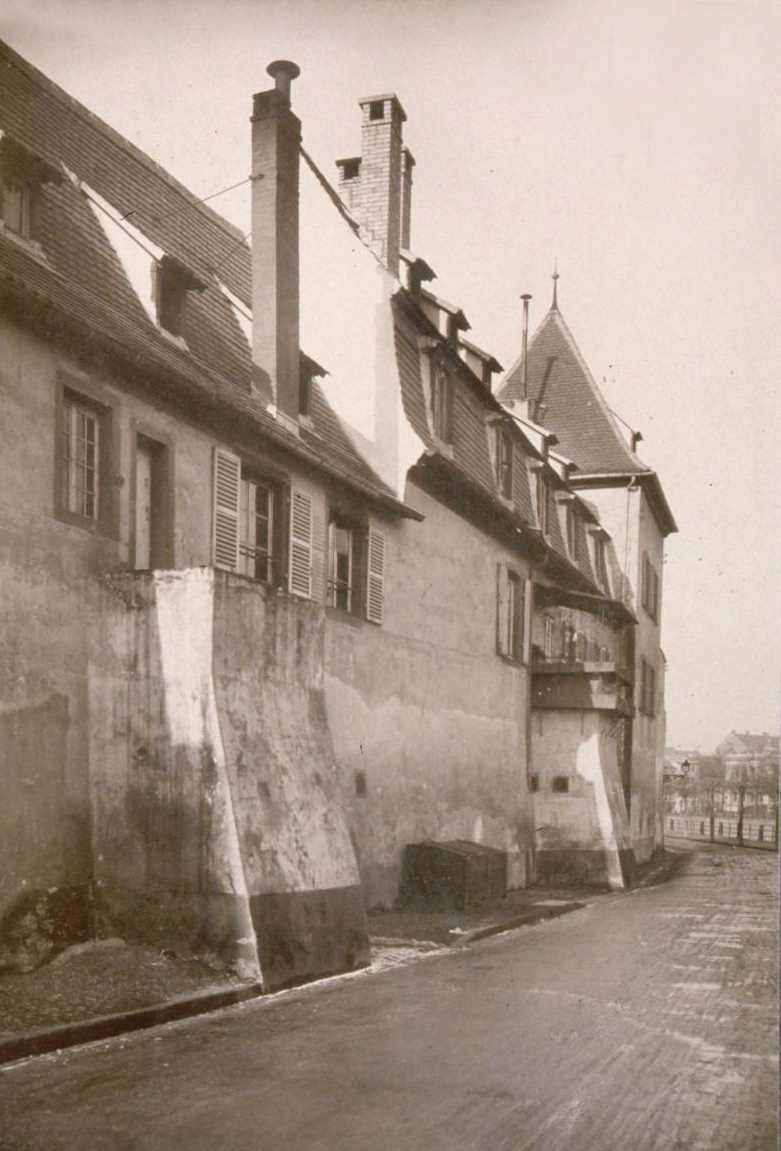

## Bâtiments remarquables
no 3Cet grand immeuble néo-classique a probablement été construit peu après 1870. Son portail d'entrée est surmonté d'un balcon doté d'un garde-corps en ferronnerie, avec un médaillon ouvragé au centre.
no 6Entre la rue de l'Écrevisse et la rue de la Fonderie, là où le quai forme un coude vers l'est, se dresse depuis 1876 l'école Schoepflin. Lorsqu'en 1875-1876, les architectes Jean Geoffroy Conrath et Édouard Roederer sont chargés de la construction de l'école sur un terrain triangulaire, ils conçoivent un  plan en forme de L, largement ouvert sur la cour de l'école vers le canal. Son toit mansardé est couvert d'ardoise, les façades de style néo-Louis XIII alternent les chaînages de pierre de taille et la brique rouge apparente. L'angle de jonction central est surmonté d'un fronton à horloge et armoiries, daté de 1875.
En 2001, l'Espace Schoepflin, par une extension et une réhabilitation dans un concept d'« équipement intégré », réunit en un établissement unique une école maternelle, une école élémentaire, un gymnase, un centre médico-social et un espace jeunes,.
no 9 (ancien no 14)À cet endroit se trouvait une tour contemporaine de l'enceinte du XIIIe siècle et qui ne disparut qu'en 1853.
no 18À l'est, la dernière section du quai est comprise entre la rue des Clarisses et le pont du Théâtre. Le couvent des Clarisses, qui a donné son nom à la rue, a été fondé en 1251, puis sécularisé au moment de la Réforme. Les bâtiments subsistants ferment la cour le long du quai. Construits sur l'enceinte médiévale, ils avaient été transformés en arsenal municipal, puis agrandis en 1545 et 1582, devant la réputation dans toute l'Europe des pièces issues de la fonderie de canons de Strasbourg. La façade et les toitures des bâtiments de l'ancienne fonderie, situés sur le quai Schoepflin, font l'objet d'une inscription au titre des monuments historiques depuis 1929. À la hauteur du pont du Théâtre, le quai débouche sur le square Markos-Botzaris, ainsi nommé en 1990, une petite place où est érigée la Fontaine de Janus (ou Naissance de la civilisation), une sculpture réalisée par Tomi Ungerer en 1988, à l'occasion du bimillénaire de Strasbourg.

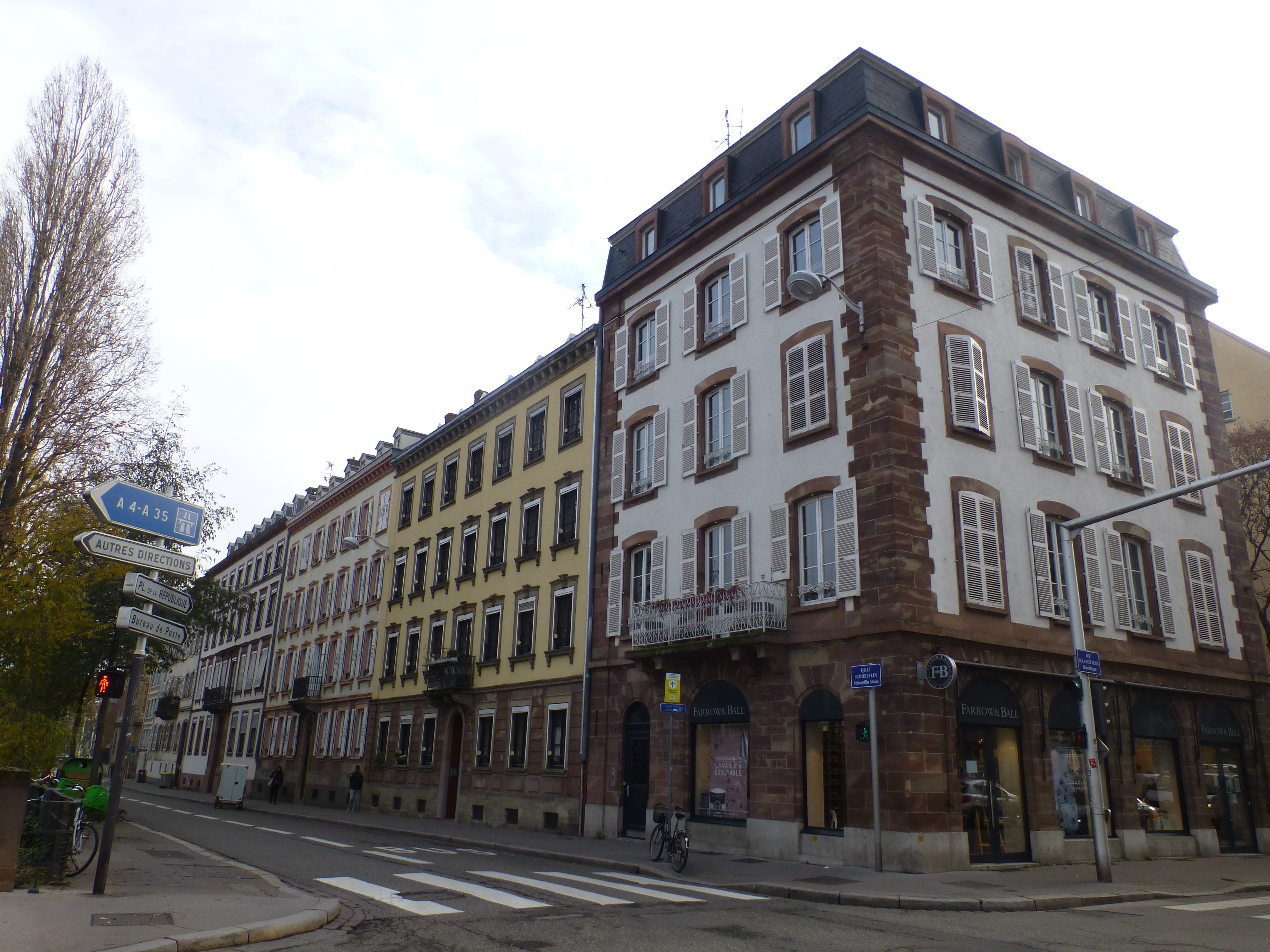
À l'angle de la rue de la Nuée-Bleue.
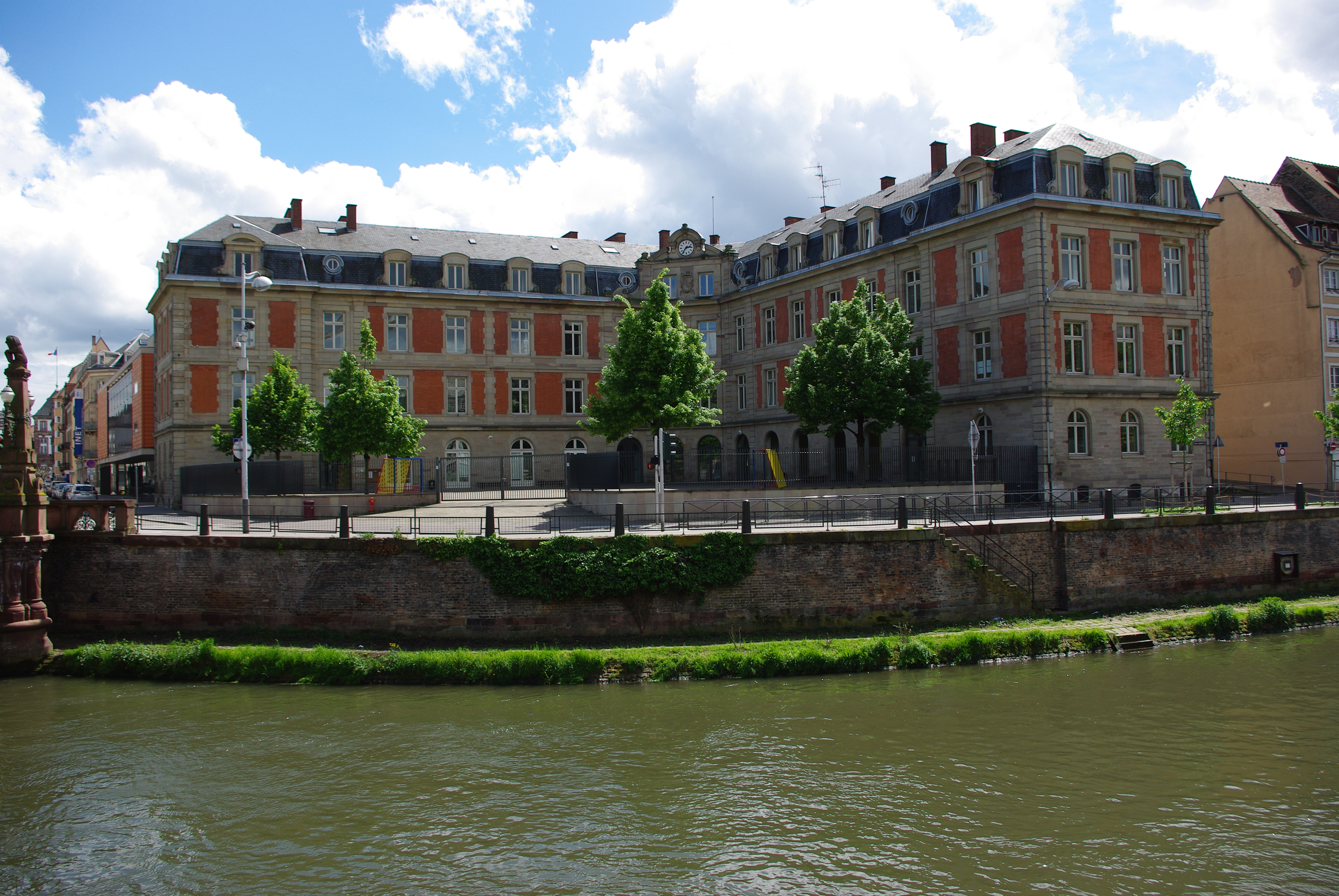
École Schoepflin.
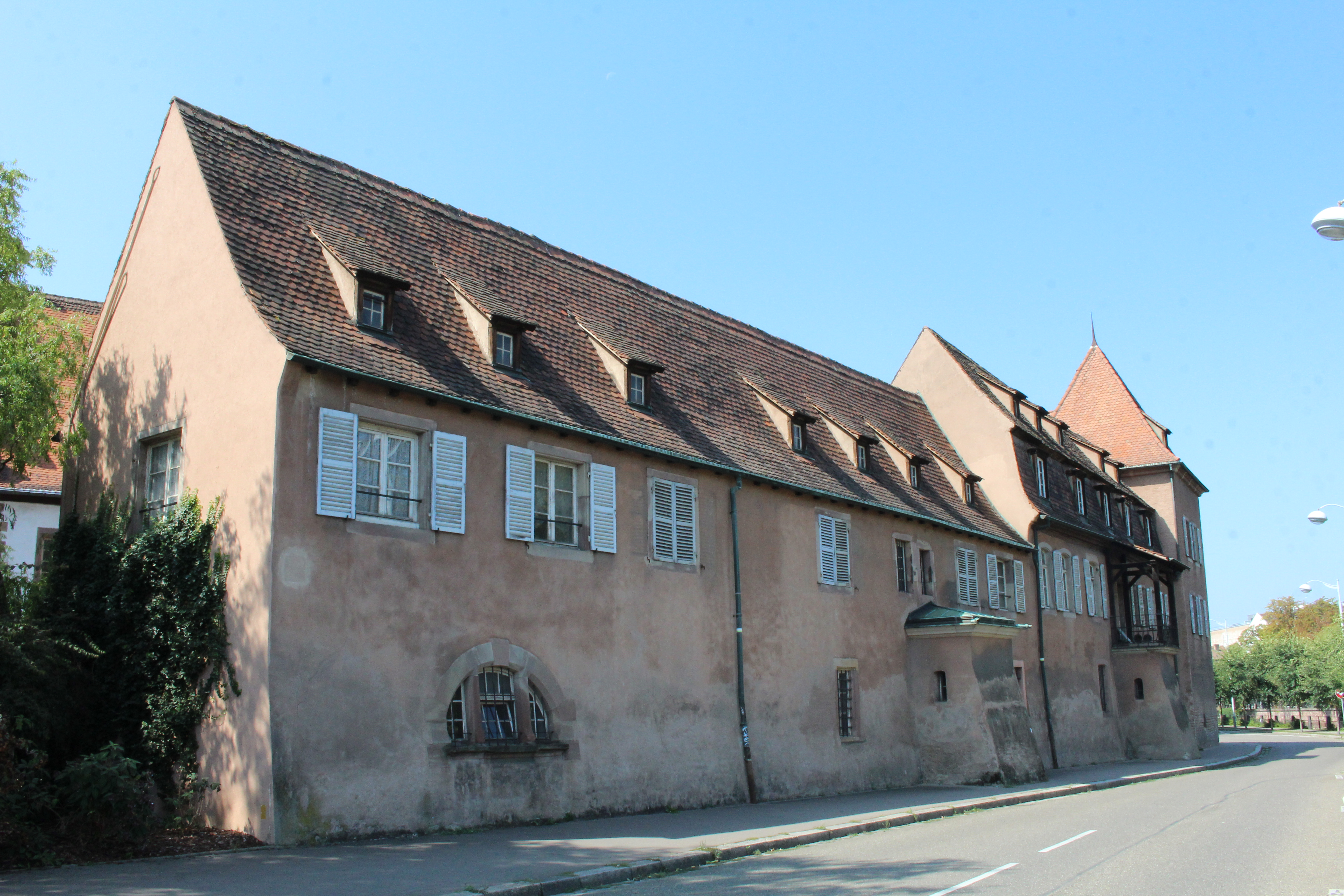
Ancienne fonderie de canons.